# Cristián Uribe
Cristián Roberto Uribe Lara (Concepción, Chile, 1 de agosto de 1978) es un exfutbolista chileno que actualmente se encuentra como parte del Cuerpo Técnico de Everton de Viña del Mar. 

## Trayectoria
Tras jugar dos temporadas en Huachipato, en 1999 fue transferido a Colo-Colo. Tras seis meses en la tienda alba, Uribe partió a un equipo grande de Portugal, el SL Benfica.
En el año 2008 se consagra campeón del fútbol chileno tras ganar el Torneo Apertura 2008 con Everton de Viña del Mar y en 2009 sale del plantel.
Dos años más tarde en 2010, tras tener un paso fugaz por Rangers de la Primera B, Uribe fue fichado por San Luis de Quillota de la Primera División. Sin embargo, su equipo perdió la categoría y poco después el jugador decidió retirarse del fútbol.

## Selección nacional
En 1995 disputó la Copa Mundial de Fútbol Juvenil de 1995 en Catar, en la cual Chile terminó tercero en el Grupo B. En 1999, tras una buena campaña con Huachipato, fue nominado por el entrenador Nelson Acosta a la selección absoluta, jugando dos partidos, ante Guatemala y Estados Unidos.

### Participaciones en Copas del Mundo Juveniles
| Mundial                        | Sede   | Resultado     |
| ------------------------------ | ------ | ------------- |
| Mundial Juvenil Sub-20 de 1995 | España | Primera ronda |

### Partidos internacionales
| Partidos internacionales | Partidos internacionales | Partidos internacionales                                      | Partidos internacionales | Partidos internacionales | Partidos internacionales | Partidos internacionales | Partidos internacionales | Partidos internacionales | Partidos internacionales |
| N.º                      | Fecha                    | Estadio                                                       | Local                    | Resultado                | Visitante                | Goles                    | Asistencias              | DT                       | Competición              |
| ------------------------ | ------------------------ | ------------------------------------------------------------- | ------------------------ | ------------------------ | ------------------------ | ------------------------ | ------------------------ | ------------------------ | ------------------------ |
| 1                        | 17 de febrero de 1999    | Estadio Olímpico Mateo Flores, Ciudad de Guatemala, Guatemala | Guatemala                | 1-1                      | Chile                    |                          |                          | Nelson Acosta            | Amistoso                 |
| 2                        | 21 de febrero de 1999    | Lockhart Stadium, Fort Lauderdale, Estados Unidos             | Estados Unidos           | 2-1                      | Chile                    |                          |                          | Nelson Acosta            | Amistoso                 |
| Total                    | Total                    | Total                                                         | Presencias               | 2                        | Goles                    | 0                        |                          |                          |                          |

| Selección chilena | Selección chilena | Selección chilena |
| Año               | Partidos          | Goles             |
| ----------------- | ----------------- | ----------------- |
| 1999              | 2                 | 0                 |
| Total             | 2                 | 0                 |

## Clubes
| Club                | País     | Año       |
| ------------------- | -------- | --------- |
| Huachipato          | Chile    | 1995-1998 |
| Colo-Colo           | Chile    | 1999      |
| SL Benfica          | Portugal | 1999-2000 |
| Huachipato          | Chile    | 2001      |
| Huachipato          | Chile    | 2002      |
| Moreirense          | Portugal | 2003-2004 |
| Deportes La Serena  | Chile    | 2004      |
| Deportes Concepción | Chile    | 2005      |
| Everton             | Chile    | 2006-2009 |
| Rangers             | Chile    | 2010      |
| San Luis            | Chile    | 2010-2011 |

## Palmarés

### Campeonatos nacionales
| Título           | Club    | País  | Año    |
| ---------------- | ------- | ----- | ------ |
| Primera División | Everton | Chile | 2008-A |